# Irene Bucher
Irene Bucher, schweizisk orienterare som tog brons i stafett vid VM 1981.